# Buick Somerset
Der Buick Somerset war eine Serie von Personenkraftwagen, die in den Modelljahren 1985 bis 1987 von Buick in den USA gefertigt wurde. Anfang der 1980er-Jahre verwendete Buick den Namen für ein Ausstattungspaket der Modellreihe Regal.
Der Somerset war eines der verkleinerten Fahrzeugtypen, die GM auf der N-Plattform baute. Eigentlich sollte der Somerset den Skylark ersetzen, der Name kam aber beim Publikum nicht an. 1985 wurde der Wagen als Somerset Regal herausgebracht, im Folgejahr wurde der Name jedoch auf Somerset verkürzt und eine viertürige Limousine mit der Bezeichnung Skylark hinzugefügt.
Buicks Strategie für den Umgang mit der Bezeichnung Skylark war nicht neu. Bereits 1975 wurde ein zweitüriges Coupé mit dem ursprünglichen Namen Chevrolet Nova in Buick Skylark umbenannt, die viertürigen Limousinen wurden unter dem Namen Buick Apollo angeboten. Im Modelljahr 1988 ließ man den Namen Somerset fallen, und alle Modelle erhielten die Bezeichnung Skylark.
Der Somerset war kein so großer Verkaufserfolg wie der Pontiac Grand Am, der auf der gleichen Plattform basierte. Trotz seiner geringen Größe verfügte der Somerset über einige interessante Ausstattungsdetails, wie digitale Instrumente und eine besonders luxuriöse Innenausstattung.

## Motoren
Der Somerset wurde durch einen Reihenvierzylindermotor mit 2,5 Liter Hubraum und 92–135 nhp (68–99 kW) oder durch einen Sechszylinder-V-Motor mit 3,0 Liter Hubraum und 125 nhp (92 kW) angetrieben.

## Probleme
Ein Grund für Beschwerden war das Audiosystem, das oberhalb der Mittelkonsole zwischen Fahrer- und Beifahrersitz montiert war. Da das System nicht in einem üblicherweise dafür vorgesehenen Standardschacht eingebaut war, gab es keinen Platz für nachgekaufte Audiosysteme aus dem Zubehörhandel. Wollte man eine bessere Musikanlage einbauen, so mussten dementsprechend umfangreiche und teure Umbauten am Armaturenbrett vorgenommen werden.
Der vollständig digitale Instrumententräger verursachte eine Reihe elektrischer Probleme. Die digitale Fahrstufenanzeige erwies sich beispielsweise als wesentlich weniger haltbar als die entsprechende analoge Anzeige und hielt durchschnittlich nur etwa drei Jahre.
Der Kühlergrill konnte durch Motorvibrationen oder auf schlechten Straßen leicht brechen. Das Kunststoffbauteil brach jeweils an den Befestigungspunkten heraus, da dort keine flexiblen Verbindungen vorhanden waren, die die Vibrationen hätten dämpfen können.

## Quelle
- James M. Flammang, Ron Kowalke: Standard Catalog of American Cars 1976–1999. Krause Publications, Iola 1999, ISBN 0-87341-755-0.